# April Matson
April Matson (Californië, 13 maart 1981) is een Amerikaanse actrice en zangeres die in Europa bekend is van haar hoofdrol als Lori Trager in de televisieserie Kyle XY.

## Biografie
Matson werd in 1981 geboren en groeide op in Lake Elsinore (Californië). Ze ging in de leer bij het Elsinore Theater en studeerde aan de American Academy of Dramatic Arts. Ze leerde ook sketch bij The Second City in Los Angeles.
Als actrice speelde ze in vele theaterstukken en onafhankelijke films. Tussen 2004 en 2005 had ze een vaste rol in de sitcom Quintuplets. In 2006 kreeg ze een hoofdrol in de dramaserie Kyle XY.
Naast actrice is Matson ook zangeres. Twee van haar nummer worden gebruikt in het tweede seizoen van de serie Kyle XY. Na het succes van die nummers bracht Matson in 2008 een album uit, Pieces of My Heart.

## Discografie

### Albums
| Album met eventuele hitnotering(en) in de Nederlandse Album Top 100 | Datum van verschijnen | Datum van binnenkomst | Hoogste positie | Aantal weken | Opmerkingen |
| ------------------------------------------------------------------- | --------------------- | --------------------- | --------------- | ------------ | ----------- |
| Kyle XY Soundtrack                                                  | 22-05-2007            | -                     |                 |              | Soundtrack  |
| Pieces of My Heart                                                  | 10-05-2008            | -                     |                 |              |             |